# Pfakofen
Pfakofen é um município da Alemanha, situado no distrito de Ratisbona, no estado da Baviera. Tem 15,29 km² de área, e sua população em 2019 foi estimada em 1.598 habitantes.